# Susumu Macušima
Susumu Macušima (5. ledna 1913, Ušigome v Tokiu – 2009) byl japonský fotograf známý díky svým fotografiím portrétů, žen a aktů.

## Životopis
Od roku 1930 studoval Tokijskou střední školu umění a řemesel (Tókyó Kótó Kógei Gakkó, 東京高等工芸学校, později součást Univerzity Chiba), kde byl spolužákem Gena Ócuka. Po promoci v roce 1933 nastoupil do Jiji Šinpó-ša, ale brzy toho nechal a přestěhoval se do Nikkacu, kde pracoval jako fotograf se zaměřením zejména na portréty žen, které také zasílal do Photo Times a dalších fotografických časopisů.
Po válce Macušima začal podnikat na volné noze, pořizoval portréty žen, módní fotografie a podobně. V roce 1948 vytvořil skupinu Šašinka Šúdan (写真家集団) s Fudžiou Macugim, Sankičimi Ozakim a dalšími. Poté pokračoval v plodné práci.
Macušima byl čestným členem Japonské společnosti profesionálních fotografů a Asociace japonských fotografů.

## Samostatné výstavy
- Dai ikkai Macušima Susumu Josei Šašin-ten (第1回松島進女性写真展), 1952. [3]
- Macušima Susumu Josei Šašin Kyóšicu (松島進女性写真教室), 1969. [3]

## Publikace
- Josei sacuei no jissai (女性撮影の実際. Tokio: Amiko Šuppanša, 1951. (japonsky)
- Josei-bi no ucušikata (女性美の寫し方).大泉書店, 1951. (japonsky)
- Akt mladé dámy: 36 barevných listů.三世新社, 1968. Portfolio.
- (Společná práce) Pótréto núdo fotogurafiポートレート・ヌード・フォトグラフイ). N.p. Macušima Susumu Fotosutajio, 1979. (japonsky)
- Áto forumu: 70-nin no moderu ani yoru rafu-pózu (アート・フォルム：70人のモデルによる裸婦ポーズ). Tokio: Erute Šuppan, 1990. (japonsky)
- Sutá pótréto-šú (スターポートレート集). (japonsky) [4]
- Núdo forumu (ヌヌードフォルム). (japonsky) [4]